# Glasgow (Montana)
Glasgow és una població dels Estats Units a l'estat de Montana. Segons el cens del 2000 tenia 3.253 habitants.

## Demografia
Segons el cens del 2000, Glasgow tenia 3.253 habitants, 1.395 habitatges, i 852 famílies. La densitat de població era de 890,8 habitants per km².
Dels 1.395 habitatges en un 27,6% hi vivien nens de menys de 18 anys, en un 47,7% hi vivien parelles casades, en un 10,4% dones solteres, i en un 38,9% no eren unitats familiars. En el 34,6% dels habitatges hi vivien persones soles el 13,4% de les quals corresponia a persones de 65 anys o més que vivien soles. El nombre mitjà de persones vivint en cada habitatge era de 2,21 i el nombre mitjà de persones que vivien en cada família era de 2,87.
Per edats la població es repartia de la següent manera: un 23,7% tenia menys de 18 anys, un 6,4% entre 18 i 24, un 24,2% entre 25 i 44, un 23,9% de 45 a 60 i un 21,7% 65 anys o més.
L'edat mediana era de 42 anys. Per cada 100 dones de 18 o més anys hi havia 83,9 homes.
La renda mediana per habitatge era de 30.491 $ i la renda mediana per família de 42.847 $. Els homes tenien una renda mediana de 29.762 $ mentre que les dones 16.496 $. La renda per capita de la població era de 16.246 $. Aproximadament el 4,9% de les famílies i el 9% de la població estaven per davall del llindar de pobresa.

## Poblacions properes
El següent diagrama mostra les poblacions més properes.

## Personalitats
- Steve Reeves. Actor de pèplum i culturista.